# Максименко Олександр Євгенович
Олександр Євгенович Макси́менко (нар. 16 листопада 1964, Миколаїв) — український і російський скульптор, художник, мистецтвознавець і педагог; кандидат технічних наук (технічна естетика та дизайн) та доцент з 2011 року. Член Спілки художників України з 1991 року, Спілки художників Росії з 2014 року; член-кореспондент Кримської академії наук з 2013 року та Російської академії мистецтв (відділення живопису) з 2018 року; дійсний член Міжнародної спілки художників-педагогів з 2015 року та Міжнародної асоціації ботанічного живопису з 2017 року.

## Біографія
Народився 16 листопада 1964 року в місті Миколаєві (нині Україна). Син художника Євгена Максименка. 1983 року закінчив живописно-педагогічне відділення Сімферопольського художнього училища, де навчався у Івана Петрова, Валентини Капітонової, Людмили Полякової, Анатолія Шипова, Леоніда Лабенка; у 1991 році закінчив Харківський художньо-промисловий інститут (спеціальність «монументально-декоративне мистецтво»), де навчався у Валентина Сизикова, Євгена Жердзицького.
Працював у Сімферополі на Кримському художньому комбінаті; з 1992 року — у Національній академії природоохоронного та курортного будівництва, де протягом 2010—2913 років завідував кафедрою основ архітектури та образотворчого мистецтва. Після російської окупації Криму — доцент кафедри геометричного та комп'ютерного моделювання енергоефективних будівель Академії будівництва та архітектури Кримського федерального університету імені Володимира Вернадського.
Мешкає у Сімферополі у будинку на вулиці Воровського, № 60, квартира № 12.

## Творчість
Працює у галузях скульптури (створює станкові скульптури, монументальні скульптурні композиції, паркові і фонтанні скульптурно-архітектурні комплекси для парків і будівель Криму), живопису і графіки (автор пейзажів, портретів та натюрмортів у реалістичному стилі), мистецтвознавства. Серед робіт:
- живопис: «Натюрморт у саду» (2009), «Ранок. Тарханкут», «Крим. Селище біля моря», «Кримське селище», «Крим. Штормить», «Рибацький стан», «Старий причал», «Нічний натюрморт з трояндами» (усі — 2012), «Крим. Бахчисарай. Старосілля» (2013), «Чайні троянди» (2015), «Нікітський ботанічний сад» (2019), «Джангуль. Західний Крим» (2020);
- графіка: «Материнство» (2002, папір, сепія);
- скульптура: «Ранок» (1995), «Ніжність» (1998; 2008), «Вічність і швидкоплинність» (2000), «Торс» (2002), «Пробудження» (2002, мармур; 2009), «Дотик» (2008), «Меланхолія», «Тривожність» (обидва — 2010), «Кокетство», «Очікування» (обидві — 2011).

Роботи зберігаються у Чорноморському історико-краєзнавчому музеї, у приватних колекціях Києва, Москви, Сполучених Штатів Америки, Італії, Латвії, Нідерландів, Канади, Франції, Німеччини, Греції, Болгарії, Польщі, Ізраїлю.
Учасник всеукраїнських, закордонних мистецьких виставок і скульптурних симпозіумів з 1989 року. Постійна експозиція творчих робіт живопису, графіки та скульптури з 2014 року у виставкових залах мистецької галереї Нікітського ботанічного саду — національного наукового центру РАН «Кіммерія». Персональні виставки відбулися у Сімферополі у 1989—2012, 2014 роках, Амстердамі у 1996 році, Кракові у 2011 році, Москві у 2014 році.
Автор брошур:
- «Методические указания по применению материалов рисунка в учебных работах для самостоятельной работы студентов по дисциплине „Рисунок“» (2011);
- «Методические указания по выполнению учебных заданий по скульптуре: натюрморт, орнамент, рельеф» (2012, у співавторстві з батьком).

Написав низку статей з питань проєктування ландшафтів.

## Відзнаки[1]
- Почесна грамота Ради Міністрів Криму (2011);
- Почесна грамота Міністерства Культури Автономної Республіки Крим (2011);
- Заслужений художник Автономної Республіки Крим (2012)[1];
- Почесна грамота Національної академії природоохоронного та курортного будівництва (2014);
- Почесна грамота Міністерства будівництва та архітектури Республіки Крим (2015, 2016).
- Орден «Олександра Великого» (2017);
- Диплом лауреата І ступеня премії Республіки Крим за розробку та створення скульптурної композиції «Боспорська Ніка» для Міжнародного фестивалю античного мистецтва «Боспорські Агони» (2017);
- Диплом Російської академії мистецтв (2017);
- Медаль «Ветеран праці» Кримського Федерального Університету імені Володимира Вернадського (2018);
- Лист подяки від Московської міської думи (2018, 2019);
- Лист подяки Комітету Ради Федерації з науки, освіти та культури федеральних зборів Російської Федерації (2019).